# Morteau
 Morteau  es una comuna y población de Francia, en la región de Borgoña-Franco Condado, departamento de Doubs, en el distrito de Pontarlier. Es la cabecera y mayor población del  cantón de su nombre.

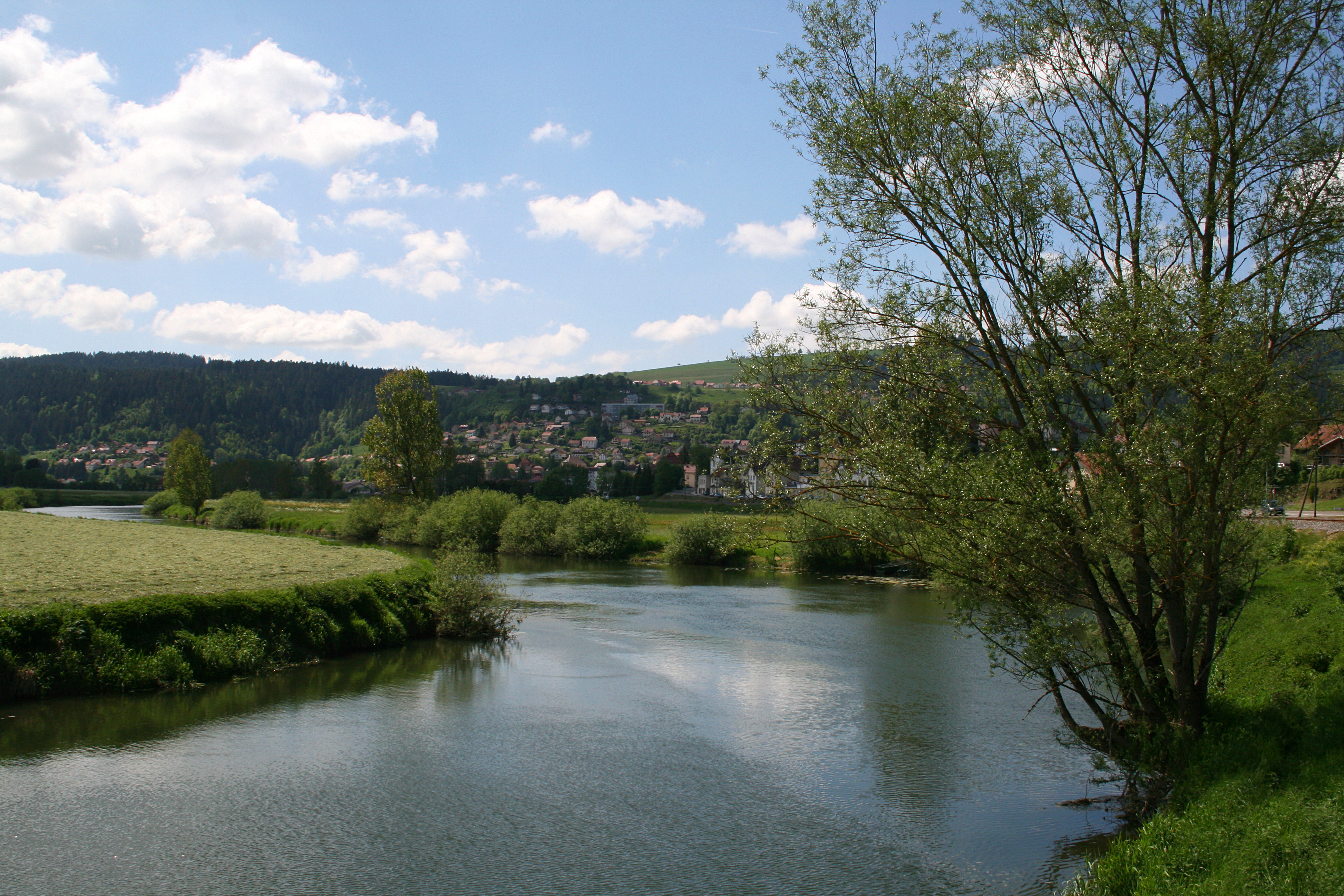
Carretera de Villers-le-Lac, a orillas del Doubs.

Está integrada en la Communauté de communes du Canton de Morteau.

## Demografía
| 5395 | 6158 | 6690 | 6445 | 6458 | 6375 |
| Para los censos de 1962 a 1999 la población legal corresponde a la población sin duplicidades (Fuente: INSEE [Consultar]) |      |      |      |      |      |

Su población en el censo de 1999 era de 6375 habitantes. La aglomeración urbana –que incluye también Les Fins- tenía una población de 8966 habitantes.